# 卡西姆汗

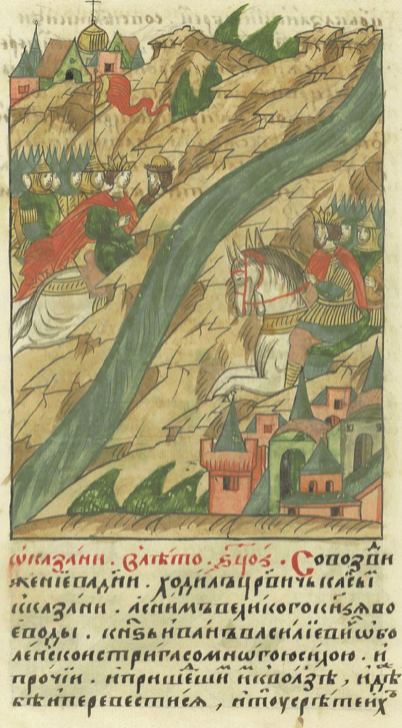
卡西姆汗和易卜拉欣在伏尔加河会面

卡西姆汗（?-1469年）是卡西姆汗國第一個可汗。他是喀山汗兀鲁·穆罕默德的兒子。
因他與兄弟馬赫第提克不合，逃往莫斯科公國前往侍奉瓦西里二世。1449年他擊敗大帳汗國賽義德·阿黑麻汗部隊。1452年瓦西亞二世把梁贊州一地方劃出作緩衝國。
由他開始，卡西姆汗國也作為莫斯科公國進攻喀山汗國的助手。